# Rafael Serrano García
Rafael Serrano García (Valladolid, 1947) es un historiador del siglo XIX español, especialista en problemas sociales y también en historia de la cultura decimonónica.

## Trayectoria
Licenciado en la Universidad de Valladolid, y tras complementar estudios en Madrid, Rafael Serrano García fue contratado como profesor en 1975 en esta institución, donde se doctoró. Actualmente es titular de Historia contemporánea en la Facultad de Filosofía y Letras de esa universidad.
Su trabajo asiduo en archivos de distintas localidades de Castilla y León, así como en los de Madrid, ha ido marcando toda su trayectoria indagadora. Serrano García ha completado su formación mediante estancias en la Escuela de Altos Estudios de París, y en varias universidades italianas, como el Instituto Universitario Europeo de Florencia, en 2012, Por otra parte, ha promovido varios encuentros y trabajos nacionales e internacionales.
Sus largos trabajos iniciales son El sexenio revolucionario en Valladolid (1986), y La revolución de 1868 en Castilla y León (1992) centrados ambos en cuestiones sociales y en la La Gloriosa; fueron acompañados de numerosos artículos y trabajos editoriales en ese campo. Les ha seguido más tarde una importante visión de conjunto de la España del siglo XIX: El fin del antiguo régimen, 1808-1868: cultura y vida cotidiana (2001). 
La recopilación y comentario de textos, La revolución gloriosa. Un ensayo de regeneración nacional, 1868-1874 (2005), así como Figuras de "La Gloriosa": aproximación biográfica al sexenio democrático, de 2006, han reforzado su punto de vista más global sobre el pasado español en un momento crítico. 
Destaca, por otro lado, un trabajo amplio y sin antecedentes en la historiografía castellana, Castilla la Vieja y León (2008). Es la primera visión de conjunto sobre esta comunidad autónoma, desde 1808 hasta la Guerra Civil, con una perspectiva muy amplia.
Más recientemente se ha centrado en una extensa biografía del historiador y krausista Fernando de Castro.

## Obras principales
- El sexenio revolucionario en Valladolid: cuestiones sociales (1868-1874), Junta de Castilla y León, 1986. ISBN 84-505-3722-3.
- La revolución de 1868 en Castilla y León, Universidad de Valladolid, Secretariado de Publicaciones, 1992. ISBN 84-7762-299-X
- El fin del antiguo régimen (1808-1868): cultura y vida cotidiana, Madrid, Síntesis, 2001. ISBN 84-7738-914-4
- España, 1868-1874: nuevos enfoques sobre el Sexenio Democrático, coord. por Rafael Serrano García, Junta de Castilla y León, Consejería de Educación y Cultura, 2002. ISBN 84-9718-089-5
- La revolución gloriosa. Un ensayo de regeneración nacional, 1868-1874, Madrid, Biblioteca Nueva, 2005, con Gregorio de la Fuente. ISBN 978-84-9742-343-4
- Figuras de "La Gloriosa": aproximación biográfica al sexenio democrático, coord. por Rafael Serrano García, Universidad de Valladolid, Secretariado de Publicaciones, 2006. ISBN 84-8448-364-9
- Castilla la vieja y León, 1808-1936, Junta de Castilla y León, 2008. ISBN 978-84-9718-502-8
- Fernando de Castro. Un obrero de la Humanidad, Junta de Castilla y León, 2010. ISBN 978-84-9718-615-5
- "Fernando de Castro (1814-1874). Recorrido vital y búsquedas intelectuales de un clérigo krausista", pp. VI-CXXI, en Fernando de Castro, Caracteres históricos de la Iglesia, Pamplona, Urgoidi, 2011, ISBN 978-84-937462-4-7
- Ocio y sociabilidad en un espacio exclusivo: El Círculo de Recreo de Valladolid, 1844-2010, Universidad de Valladolid, 2011.